# Diócesis de Rochester (anglicana)

Armas de la diócesis de Rochester en Kent

La diócesis de Rochester es una de las sedes episcopales de la iglesia de Inglaterra en la provincia de Canterbury, que abarca la parte occidental del condado de Kent, y también los municipios londinenses de Bexley y Bromley.
Su sede se encuentra en la catedral de Rochester de la ciudad de Rochester, fundada en el año 604 como sede de la histórica diócesis católica a la que la presente sucedió.
A finales del siglo XVII y comienzos del XVIII, era costumbre para el obispo de Rochester recibir también el oficio de deán de la abadía de Westminster.